# عصام مصالحة
عصام توفيق حسن مصالحة هو سياسي ودبلوماسي فلسطيني

## الحياة العملية
- مُنح في 3 مايو 2004 رتبة مدير عام في وزارة الخارجية الفلسطينية.[1]
- شغل منصب سفير دولة فلسطين لدى ألبانيا بين عامي 2010 و2013.[2]
- عُين في عام 2013 قنصلًا عامًا لدولة فلسطين لدى إمارة دبي،[3] لاحقًا تولى مهام القائم بأعمال سفير دولة فلسطين لدى الإمارات إضافةً إلى كونه قنصلًا عامًا لدى إمارة دبي.
- في 15 مارس 2015، قدم أوراق اعتماده سفيرًا لدولة فلسطين لدى الإمارات.[4]
- في أغسطس 2020 قررت القيادة الفلسطينية استدعائه من الإمارات بسبب الاتفاق الإماراتي الإسرائيلي.[5] وفي 18 نوفمبر 2020 أعادته.[6]
- في 20 أغسطس 2021، قدم أوراق اعتماده سفيرًا لدولة فلسطين لدى رومانيا.[7]